# Coupe du Maghreb des vainqueurs de coupe 1972-1973
Navigation
Édition précédente Édition suivante
La Coupe du Maghreb des vainqueurs de coupe 1972-1973 est la quatrième édition de la Coupe du Maghreb des vainqueurs de coupe, qui se déroule entre le 29 et 31 décembre 1972, à Casablanca.
La compétition est réservée aux vainqueurs de coupes nationales du Maroc, de Tunisie, et d'Algérie ; la Libye ne participe pas à cette édition. C'est le MC Alger, tenant du titre, qui la remplace. La compétition se joue sous forme de matchs à élimination directe, mettant aux prises quatre clubs, qui s'affrontent à Casablanca. 
C'est le club marocain du SCC Mohammédia qui remporte la compétition en battant en finale les Tunisiens du Club africain, sur le score de 1 but à 0.

## Équipes participantes
- Mouloudia Club d'Alger  - Vainqueur de la Coupe des coupes du Maghreb 1972
- Hilal Amel Mostakbel Riadhi Annaba  - Vainqueur de la Coupe d'Algérie 1972
- Sporting Club Chabab Mohammédia  - Vainqueur de la Coupe du Maroc 1972
- Club africain  - Vainqueur de la Coupe de Tunisie 1972

## Compétition

### Demi-finales
| Date        | Équipe 1       | Résultat         | Équipe 2    |
| ----------- | -------------- | ---------------- | ----------- |
| 29 décembre | Club africain  | 1 - 1 3-1 t.a.b. | HAMR Annaba |
| 29 décembre | SCC Mohammédia | 2 - 1            | MC Alger T  |

- CA-HAMRA
  - Buts de Ali Retima (CA) et Ali Messaoud (HAMRA)
  - CA: Sadok Sassi, Ahmed Zitouni, Taoufik Klibi, Ali Retima, Hamza Mrad, Khemais Khablachi, Tahar Zidi, Néjib Abada, Moncef Khouini, Abderrahmane Nasri, Mohamed Ali Klibi.
  - HAMRA: Helali, Abdi, Salah Bounour, Bouraoui, Ali Attoui, Boulfoul, Ali Messaoud, Boufermas, Houas, Ali Bounour, Mabrouk (puius Salah Bendjemâa)
- SCCM-MCA
  - Buts de Driss Haddadi et Ahmed Faras (SCCM) et Abdesslem Bousri (MCA)
  - SCCM: Tahar Raad, Abdessalem Ledkeche, Mbarek Raad (puis Bachir Mjid), Miloud, Abdellatif Haddadi, Mohamed Raad, Trava (puis Haffa Ould Aicha), Karri, Ahmed Faras, Driss Haddadi et Hassan Amcharrat.
  - MCA: Abdennour Kaoua, Sadok Amrous, Mohammed Azzouz, Bouzid Mahiouz, Saoud Mekideche, Zenir Abdelwahab, Omar Betrouni, Bachi Zoubir, Mehdi Aizel,  Hassen Tahir, Aissa Draoui (puis Abdesslem Bousri).

### Match pour la3eplace
| Date        | Équipe 1   | Résultat | Équipe 2    |
| ----------- | ---------- | -------- | ----------- |
| 31 décembre | MC Alger T | 3 - 0    | HAMR Annaba |

- Buts: Aissa Draoui, Bachta Anouar et Hassen Tahir; penalty raté de Zaidi (HAMRA)
- MCA: Tihal, , Sadok Amrous, Mohammed Azzouz, Bouzid Mahiouz, Maloufi, Zenir Abdelwahab, Abdesslem Bousri (puis Mehdi Aizel), Bachta Anouar, Omar Betrouni, Hassen Tahir, Aissa Draoui
- HAMRA: Souilah, Abdi, Jebbar, Bouraoui, Zaidi, Henni,Ali Messaoud, Boufermas, Kassar, Salah Bendjemâa, Mabrouk.

### Finale
| Date        | Équipe 1       | Résultat | Équipe 2      |
| ----------- | -------------- | -------- | ------------- |
| 31 décembre | SCC Mohammédia | 1 - 0    | Club africain |

- But : Hassan Amcharrat  pen (SCCM); penalty raté par Moncef Khouini (CA).
- SCCM: Tahar Raad, Abdessalem Ledkeche, Haffa Ould Aicha, Miloud, Abdellatif Haddadi, Mohamed Raad, Trava, Harrat, Ahmed Faras, Driss Haddadi et Hassan Amcharrat.
- CA: Sadok Sassi, Ahmed Zitouni, Taoufik Klibi, Ali Retima, Hamza Mrad, Mohamed Naouali, Tahar Zidi (expulsé), Taoufik Belghith, Moncef Khouini, Abderrahmane Nasri, Mohamed Ali Klibi.

## Vainqueur
| Coupe du Maghreb des vainqueurs de coupe Vainqueur 1973 |
| ------------------------------------------------------- |
| Sporting Club Chabab Mohammédia Premier titre           |

## Source
- Rsssf.com